# Torre Quebrada de Guadiaro
La Torre Quebrada de Guadiaro, també anomenada a vegades Torre Vieja de Guadiaro o simplement Torre Vieja és una alimara situada a la localitat andalusa de Sant Roque, Cadis. La torre va ser construïda com a part del sistema de defensa de la badia d'Algesires i l'estret de Gibraltar durant el segle XV.
La torre està situada al costat de la línia de costa i a escassos metres de la desembocadura del riu Guadiaro. Té planta circular, poca altura, i va ser construïda amb materials de no gaire bona qualitat com testifiquen diversos cronistes de l'època en declarar que els seus murs d'escàs gruix eren 'de pedra tosca'. Es desconeix l'any exacte de la seva construcció i algunes fonts apunten a un possible origen islàmic. En qualsevol cas la torre es trobava ja en peus a principis del segle xvi quan un llamp cau sobre ella i la trenca en dues parts. Després d'aquest esdeveniment la Torre Quebrada de Guadiaro queda arruïnada i inutilitzada per a realitzar les funcions que fins al moment venia desenvolupant. Així el 1516 mitjançant una Reial Cèdula es posa de manifest la necessitat de construir una nova torre a la desembocadura del riu Guadiaro que vingués a substituir-la, la Torre Nueva de Guadiaro. En l'actualitat la torre es troba integrada en un parc conservant aproximadament la meitat dels seus materials originals.